# Biblioteca pública y museo de Nasáu
La Biblioteca pública y museo de Nasáu (en inglés: Nassau Public Library and Museum) está situada en la ciudad de Nasáu y se trata de la biblioteca más grande de las Bahamas. Es una de las cinco bibliotecas en la capital. El edificio está ubicado en una antigua cárcel colonial, que data de 1797, cuando se convirtió en el primer edificio en la Plaza del Parlamento, de Nasáu. Se dice que el edificio está basado en el antiguo polvorín en Williamsburg, Virginia. Se convirtió en una biblioteca en 1873. Las celdas de las prisiones pequeñas que una vez albergaron a presos ahora contienen viejos documentos coloniales, periódicos , libros, cuadros, artefactos Arawak, grabados históricos, etc.